# Brigade d'infanterie de Melilla
La Brigade d'infanterie de Melilla est stationnée, comme son nom l'indique, dans l'enclave espagnole de Melilla, au Maroc.
Elle est la seule unité dépendant pour emploi du commandement général de Ceuta et a pour mission de faire respecter la souveraineté espagnole sur cette enclave.
Elle est composée de bataillon de "réguliers" (troupes nord-africaines), le 52e bataillon d'infanterie de "réguliers "Melilla", d'un régiment de la Légion espagnole, le 1er tercio de la Legión "Gran Capitán" (composé d'un bataillon d'infanterie légère et d'un bataillon d'infanterie mécanisée. La brigade compte aussi un bataillon de chars (le 10e régiment de cavalerie blindé "Alcántara" ainsi que les unités d'appui habituelles (artillerie sol-sol et sol-air, génie, logistique et transmissions).